# Чемпионат СССР по боксу 1966
32-й чемпионат СССР по боксу проходил 11—16 мая 1966 года в Москве (РСФСР).

## Медалисты
| Весовая категория                   | Золото                                                 | Серебро                                           | Бронза                                                                                       |
| ----------------------------------- | ------------------------------------------------------ | ------------------------------------------------- | -------------------------------------------------------------------------------------------- |
| Наилегчайший вес (до 51 кг)         | Юрий Лещёв «Спартак» (Иваново)                         | Владимир Ларионов Вооружённые силы (Иркутск)      | У. Халимов Вооружённые силы (Ташкент) В. Пивоваров «Трудовые резервы» (Киев)                 |
| Легчайший вес (до 54 кг)            | Виталий Бендаловский «Динамо» (Одесса)                 | Пётр Горбатов «Динамо» (Новосибирск)              | В. Нехорошев «Трудовые резервы» (РСФСР) Тадеус Томашевич Вооружённые силы (Вильнюс)          |
| Полулёгкий вес (до 57 кг)           | Александр Шашков Вооружённые силы (Московская область) | Сергей Сивко «Трудовые резервы» (Москва)          | Станислав Степашкин Вооружённые силы (Москва) Валерий Белоусов Вооружённые силы (Краснодар)  |
| Лёгкий вес (до 60 кг)               | Борис Никоноров «Трудовые резервы» (Москва)            | Валерий Плотников «Буревестник» (Москва)          | Д. Новицкас Вооружённые силы (Рига) Сергей Ломакин «Спартак» (Московская область)            |
| Первый полусредний вес (до 63,5 кг) | Евгений Фролов «Трудовые резервы» (Москва)             | Валерий Фролов «Буревестник» (Москва)             | Владимир Мусалимов «Трудовые резервы» (Киев) С. Ефремов «Трудовые резервы» (РСФСР)           |
| Второй полусредний вес (до 67 кг)   | Ричардас Тамулис «Жальгирис» (Каунас)                  | Игорь Пестун «Спартак» (РСФСР)                    | Волда Трепша «Локомотив» (Даугавпилс) Борис Климов «Спартак» (Москва)                        |
| Первый средний вес (до 71 кг)       | Виктор Агеев Вооружённые силы (Московская область)     | Юрий Мавряшин «Спартак» (Москва)                  | Валерий Трегубов Вооружённые силы (Волгоград) Геннадий Чубарин «Буревестник» (РСФСР)         |
| Второй средний вес (до 75 кг)       | Герман Соломонов Вооружённые силы (Ленинград)          | Н. Рогачёв «Локомотив» (Москва)                   | Игорь Евстигнеев «Буревестник» (Москва) Евгений Бурмистров «Трудовые резервы» (РСФСР)        |
| Полутяжёлый вес (до 81 кг)          | Алексей Киселёв Вооружённые силы (Московская область)  | Витаутас Бингялис «Трудовые резервы» (Вильнюс)    | Н. Новиков «Трудовые резервы» (Харьков) Виктор Новичков «Трудовые резервы» (Москва)          |
| Тяжёлый вес (свыше 81 кг)           | Александр Изосимов Вооружённые силы (Краснодар)        | Николай Сухорев Вооружённые силы (Ростов-на-Дону) | Александр Васюшкин Вооружённые силы (Московская область) Йонас Чепулис «Жальгирис» (Вильнюс) |